# Allam Khodair
Allam Khodair (São Paulo, 15 mei 1981) is een Braziliaans autocoureur van Libanese afkomst die anno 2010 in de Copa NEXTEL Stock Car rijdt.

## Loopbaan
- 2002: Formule Renault 2000 Brazilië, team onbekend (3e in kampioenschap).
- 2003: Formule Renault 2000 Brazilië, team onbekend (kampioen).
- 2003: Formule Renault 2000 UK, team Manor Motorsport (2 races).
- 2004: Superfund Euro Formule 3000, team ADM Motorsport.
- 2005: Copa NEXTEL Stock Car, team RS Competições.
- 2006: Copa NEXTEL Stock Car, team Boettger Competições.
- 2006-07: A1GP, team A1 Team Libanon (8 races).
- 2007: Copa NEXTEL Stock Car, team Boettger Competições.

## A1GP resultaten
| Jaar    | Inschrijving    | 1       | 2       | 3       | 4       | 5       | 6       | 7       | 8       | 9       | 10      | 11      | 12      | 13      | 14      | 15         | 16         | 17         | 18         | 19         | 20         | 21         | 22         | Rang | Punten |
| ------- | --------------- | ------- | ------- | ------- | ------- | ------- | ------- | ------- | ------- | ------- | ------- | ------- | ------- | ------- | ------- | ---------- | ---------- | ---------- | ---------- | ---------- | ---------- | ---------- | ---------- | ---- | ------ |
| 2006-07 | A1 Team Libanon | NED SPR | NED FEA | CZE SPR | CZE FEA | BEI SPR | BEI FEA | MAL SPR | MAL FEA | IND SPR | IND FEA | NZL SPR | NZL FEA | AUS SPR | AUS FEA | RSA SPR 19 | RSA FEA NF | MEX SPR 18 | MEX FEA 19 | SHA SPR 18 | SHA FEA 14 | GBR SPR NF | GBR FEA 13 | 23   | 0      |